# Le lecteur est prévenu
Le lecteur est prévenu — The Reader is Warned dans l'édition originale britannique — est un roman policier de John Dickson Carr publié pour la première fois en Angleterre en 1939, sous le pseudonyme de Carter Dickson. C'est le 9e roman de la série mettant en scène le personnage de Sir Henry Merrivale. Il s'agit d'un whodunit mâtiné d'une atmosphère fantastique.
Le titre fait référence au fait que le récit comporte des notes de bas de page destinées au lecteur. L'auteur réitérera l'expérience dans Les Neuf Mauvaises Réponses (1952).
Le roman évoque Herman Pennick, un homme déclarant avoir la faculté de lire dans les pensées d'autrui et de tuer à distance. Invité par la romancière Mina Constable, ses déclarations sont contestées par Samuel, le mari de Mina, qui le considère comme un charlatan. À la suite d'une vive discussion, Pennick prédit à Samuel sa mort pour le soir même avant 20 heures. Quelques secondes avant l'heure fatidique, Samuel Constable tombe raide mort dans le grand escalier de sa demeure. L'inspecteur-chef Masters, dépêché sur les lieux, apprend bientôt que la mort de Samuel Constable serait due à un banal arrêt cardiaque. Néanmoins Pennick s'accuse du meurtre qu'il aurait commis, affirme-t-il, grâce à ses pouvoirs paranormaux : il aurait tué Constable par la seule puissance de sa pensée. Le surlendemain, il annonce que Mina va à son tour mourir avant minuit. Le soir même, alors que le docteur Sanders veille seul dans la maison sur le sommeil de Mina, la romancière meurt dans son lit sans cause extérieure apparente…

## Particularités du roman
Le texte original (et la traduction française revue et complétée en 1993) compte plusieurs notes de bas de page destinées au lecteur et ayant pour but de lui donner des informations (l'assassin agit seul, il n'a pas de complice, le mobile du crime est important, etc). Ce procédé des adresses au lecteur, qui justifient ici le titre du roman, sera repris par John Dickson Carr de façon plus élaborée dans Les Neuf Mauvaises Réponses (1952).
Après Ils étaient quatre à table, il s'agit dans le présent roman de la seconde apparition du Dr John Sanders.

## Personnages
- Les victimes
  - Samuel Constable : ancien fonctionnaire, directeur d'une filature, époux de Mina.
  - Mina Constable (pseudonyme : « Mina Shield ») : romancière à succès, épouse de Samuel.

- Les enquêteurs
  - Humphrey Masters : inspecteur-chef à Scotland Yard.
  - Henry Merrivale : enquêteur privé.
  - Superintendant Belcher : chef de la police locale.
  - Leonard Riddle : policier à Londres.

- Les suspects
  - Herman Pennik : homme se présentant comme bénéficiant de pouvoirs paranormaux.
  - Lawrence Chase : avocat, ami du Dr Sanders et des époux Constable.
  - Hilary Keen : secrétaire au ministère de la Justice.

- Autres
  - Dr John Sanders (dit « Jack ») : médecin légiste, invité par les époux Constable.
  - Joe Keen (père d'Hilary Keen) et Cynthia Keen (belle-mère d'Hilary Keen).

## Résumé

### Vendredi 29 avril 1938
Le jeune Dr John Sanders (dit « Jack »), que le lecteur avait déjà croisé dans le roman précédent, se sent seul. Sa jolie fiancée, Marcia Blystone, fait un tour du monde et ne reviendra en Angleterre que dans deux mois. Il a reçu trois jours auparavant un courrier de son ami Lawrence Chase qui lui a proposé de venir passer un week-end chez ses amis Mina et Samuel Constable, dans leur maison de campagne du Surrey. Il souhaiterait lui présenter Herman Pennik, un homme venu d'on ne sait où et qui prétend bénéficier de pouvoirs paranormaux. Intrigué par ce courrier et n'ayant rien de prévu pour le week-end, John Sanders a accepté l'invitation.
Le vendredi en fin d'après-midi, il prend donc le train à la gare de Charing Cross et se rend dans la commune (fictive) de Fourways. Il est reçu avec cordialité dans la maison des Constable par Lawrence Chase et l’une de ses amies, Hilary Keen. Il y a aussi l'homme évoqué dans le courrier, Herman Pennik. Les époux Constable ont dû quitter provisoirement la maison dans la précipitation : le véhicule utilisé par leurs domestiques a eu un accident et les domestiques, sans être grièvement blessés, ont été conduits à l'hôpital par précaution. Les Constable reviennent à la maison vers 18 h 30.
La conversation se focalise vite sur les pouvoirs paranormaux dont se prétend doté Herman Pennik. Il déclare à qui veut l’entendre qu'il a la faculté de lire dans les pensées et d'agir à distance par télépathie. Il serait même capable de tuer à distance. Il a appelé « Téléforce » l'ensemble de ses pouvoirs. Il donne même un exemple avec John Sanders, à qui il indique quelles sont ses pensées en cet instant (Sanders avoue que Pennik ne s'est pas trompé). Ce discours ne plaît pas à Samuel Constable, le mari de Mina, rationaliste convaincu, qui le considère au mieux comme un vantard, et au pire comme un charlatan qui joue sur la crédulité des gens. La tension est palpable entre les deux hommes et, au terme d'une vive discussion, Herman Pennik « prédit » à Samuel qu'il mourra ce vendredi soir avant 20 h.
Les autres invités des Constable, le jeune avocat Larry Chase, le Dr Sanders et la jolie secrétaire Hilary Keen, tentent de dissiper la tension. Vers 19 h 30 les invités se séparent pour se reposer et faire un brin de toilette. Pour sa part Herman Pennik se rend dans la cuisine pour préparer le dîner de la petite communauté.
Quelques minutes avant 20 h, le Dr Sanders a la surprise de voir Hilary Keen entrer dans sa chambre par le balcon : elle déclare avoir été effrayée par quelqu'un. Elle n'a pas le temps d'en dire plus : on entend un cri perçant émis par Mina Constable. John Sanders, Hilary Keen et Mina voient Samuel Constable tomber dans l'escalier principal de la demeure. Sanders se précipite vers l'homme. Aucun doute n'est permis : il est mort. Un examen rapide du corps montre qu'il n'a subi aucune violence physique d'aucune sorte. Sanders émet l'hypothèse que Samuel est mort d'une crise cardiaque. L'hôpital local est appelé et le cadavre est emmené. Tout le monde se couche ensuite dans une ambiance glaciale.

### Samedi 30 avril 1938
Les habitants de la maisonnée tentent comme ils peuvent de consoler Mina. La police locale ayant demandé à Herman Pennik de rester dans les environs pour l'enquête, il décide de se loger dans un hôtel à quatre miles de là.
Le corps emmené à l'hôpital est autopsié. L'examen approfondi montre qu'effectivement, Samuel n'a subi aucune violence et semble mort d'une crise cardiaque. L'analyse toxicologique montre qu'aucun poison ne lui a été administré. L'hypothèse du meurtre est pour l'instant totalement écartée.

### Dimanche1ermai 1938
L'inspecteur-chef Humphrey Masters, dépêché sur les lieux par Scotland Yard, est accompagné par sir Henry Merrivale dont la grande obsession du moment est la peur d'être nommé à la Chambre des Lords. Masters auditionne les cinq occupants de la maison. Herman Pennik déclare aux deux enquêteurs qu'il est le meurtrier de Samuel, qu'il a tué par la seule puissance de sa pensée (« Téléforce »). Comme il l’avait fait l'avant-veille avec Sanders, il « sonde les pensées de Masters » et énonce que le souci essentiel du policier est l'intervention chirurgicale que doit subir prochainement l'un de ses enfants (Masters reconnaît que Pennik ne s'est pas trompé). Pennik se vante du meurtre de Samuel et nargue les policiers : n'ayant aucune preuve contre lui, ils ne pourront jamais le traduire devant une cour d'assises. Mina soutient l'hypothèse de la crise cardiaque et affirme que Pennik serait incapable de tuer une mouche avec ou sans l'aide de sa pensée. Herman Pennik est piqué au vif dans son amour-propre par l'incrédulité générale. Il annonce alors que Mina sera sa prochaine victime : elle mourra ce dimanche avant minuit ! 
Masters ordonne à Herman Pennik de quitter la maison et de retourner à l'hôtel, à quatre miles de là. Plus tard dans l’après-midi, Lawrence Chase puis Hilary Keen quittent la maison pour retourner à Londres (puisqu'ils y reprennent leurs activités professionnelles le lendemain).
Restent donc dans la maison le Dr John Sanders et Mina Constable. Le soir, vers 23 h 30, Mina meurt dans son lit sans cause extérieure apparente.

### Les jours suivants
L'inspecteur-chef Masters entend bien mettre fin à cette série de morts suspectes, mais rien dans la loi pénale ne permet d'arrêter un « meurtrier par la pensée », d'autant plus qu'aucune preuve matérielle ne permet d'incriminer Herman Pennik.
Mais l'affaire s'envenime, car Herman Pennik, mis au défi par le Dr Sanders de faire encore la preuve de ses prétendus pouvoirs, prédit maintenant la mort à brève échéance d'une troisième personne, sans préciser son identité.
Une commission avec jury doit dire si la mort est criminelle ou accidentelle. Les jurés se prononcent pour une décision de mort criminelle et invitent la police à inculper Herman Pennik. Ce dernier, à sa grande stupéfaction (puisqu'il se pensait « intouchable »), est alors placé en détention provisoire dans l'attente de son procès qui pourrait avoir lieu en juillet ! 
Néanmoins, sir Henry Merrivale a un plan pour déterminer si Pennik est le véritable assassin des époux Constable…

## Éditions
- Éditions originales en anglais
  - (en) Carter Dickson, The Reader is Warned, Londres, Heinemann, 1939 — édition originale britannique.
  - (en) Carter Dickson, The Reader is Warned, New York, Morrow, 1939 — édition originale américaine.

- Éditions françaises
  - Carter Dickson (auteur) et Henri Thiès (traducteur), Le lecteur est prévenu [« The Reader is Warned »], Paris, Nouvelle Revue Critique, coll. « L'Empreinte no 182 », 1940, 256 p.
  - John Dickson Carr (auteur) et Henri Thiès (traducteur), Le lecteur est prévenu [« The Reader is Warned »], Paris, Librairie des Champs-Élysées, coll. « Le Masque no 1940 », 1988, 215 p. (ISBN 2-7024-1850-3, BNF 34992976)
  - John Dickson Carr (auteur) et Henri Thiès (traducteur) (trad. de l'anglais), Le lecteur est prévenu [« The Reader is Warned »], « in » J.D. Carr, vol. 4 - Sir Henry Merrivale (1937-1940), Paris, Librairie des Champs-Élysées, coll. « Les Intégrales du Masque. », 1993, 1215 p. (ISBN 2-7024-2448-1, BNF 35770882) Ce volume omnibus réunit les romans suivants : La police est invitée, La Flèche peinte, Ils étaient quatre à table, Le lecteur est prévenu, Eh bien, tuez maintenant !, Impossible n'est pas anglais ; et la nouvelle L'Homme au masque de fer Cette édition donne la traduction française de Henri Thiès dans une version revue et complétée par Shaïne Cassim, notamment pour les fameuses notes de bas de page.
  - John Dickson Carr (auteur) et Henri Thiès (traducteur) (trad. de l'anglais), Le lecteur est prévenu [« The Reader is Warned »], Paris, Librairie des Champs-Élysées, coll. « Le Club des Masques no 617 », 1992, 215 p. (ISBN 2-7024-2313-2, BNF 35525755)

## Source bibliographique
- Roland Lacourbe, John Dickson Carr : scribe du miracle. Inventaire d'une œuvre, Amiens, Encrage, 1997, p. 80.